# Larisa Moskalenko
Larisa Vital'evna Moskalenko (in russo Лариса Витальевна Москаленко?, in ucraino Лариса Виталівна Москаленко?, Larysa Vitalivna Moskalenko; 3 gennaio 1963) è un'ex velista sovietica, dal 1992 ucraina.

## Biografia
Ucraina di nascita, dopo aver partecipato alle Giochi della XXIV Olimpiade, tenutisi a Seul, la Moskalenko si trasferì in Sicilia, ove diviene la titolare di una società per l'affitto ed il noleggio di natanti.
Nell'autunno 2013 viene arrestata a seguito delle indagini della DDA di Palermo sulla tratta dei bambini tra Nordafrica e l'Europa, e rinviata a giudizio per sequestro di persona nel maggio 2018 .

## Carriera
Moskalenko partecipò alle gare di vela ai Giochi della XXIV Olimpiade, ottenendo il terzo posto nella gara della specialità 470 insieme alla compagna di natante Irina Shunikhovskaya. Partecipò, quattro anni dopo, anche ai Giochi della XXV Olimpiade con la Squadra Unificata ai Giochi olimpici.

## Palmarès
- Giochi olimpici

 Bronzo - Seul 1988 - 470